# Кутняк
Кутняк (хорв. Kutnjak) — населений пункт у Хорватії, у Копривницько-Крижевецькій жупанії у складі громади Леград.

## Населення
Населення за даними перепису 2011 року становило 278 осіб.
Динаміка чисельності населення поселення: